# 史托雅
史托雅（英語：Stoya，1986年6月15日—）是一名美國女性色情演員及成人模特兒。「史托雅」此藝名是她本人尚未進入成人業界時的綽號，為家族姓氏的簡短版。因为其白皙的皮肤，中国粉丝昵称其為“白雪公主”。
史托雅目前是數位遊樂場（Digital Playground）的專屬女星，被認為是第一位另類色情（alt porn）的簽約女星。她也是2009年成人影帶新聞獎年度新人。

## 早年
史托雅出生於北卡羅萊納州，父親是塞爾維亞人、母親是蘇格蘭人。史托雅從小就渴望成為舞者，於3歲起學習舞蹈。她是在家自學兒童，於16歲前獲得高中文憑。
由於父親在高科技產業工作，史托雅接觸了許多電子及遊戲設備，養成她對科技的喜愛。
「我在三歲的時候使用DOS。母親教我閱讀，父親教我如何使用DOS。」
之後，史托雅搬至德拉瓦，進入德拉瓦藝術與設計學院就讀，惟只就讀一學期就退學。
在搬往費城後，史托雅參加費城藝術大學（UArts）的暑期課程，還拍攝過數個「她認為沒人聽過的」樂團的音樂影片。
2009年5月，她表示將在秋天前往洛杉磯定居。

## 私人生活

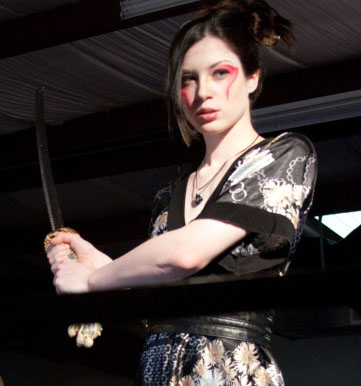
於微電影The Kingpin of Pain

史托雅喜歡藝術，她會在拍攝影片或參加大會時穿著自己設計的服飾。她喜歡閱讀，科幻小說和奇幻小說是她最喜歡的類型。
史托雅目前不想結婚，因為她認為一夫一妻制會影響她在色情影片中的演出。
她承認社交網路服務對她的重要性。她參與了MySpace、Twitter、多個網路論壇，及在XCritic.com （页面存档备份，存于）開設部落格。
史托雅喜愛的科幻作家有威廉·吉布森和安·麥考菲莉（Anne McCaffrey）
2009年6月，報道指出史托雅與瑪麗蓮·曼森正在交往。

## 獎項
- 2008年，國際新人情色獎（英语：Eroticline Awards）：美國最佳新人[12]
- 2009年，成人影帶新聞獎：最佳新人[7]
- 2009年，成人影帶新聞獎：最佳女性團體性愛場景－《Cheerleaders》[7]
- 2009年，XBIZ獎（英语：XBIZ）：年度新人[13]
- 2009年，XRCO獎（英语：XRCO）：年度新人[14]
- 2012年，成人影帶新聞獎：最火辣性愛場面（粉絲票選）- Babysitters 2[15]
- 2014年，XBIZ獎（英语：XBIZ Award） – 最佳場景  - Code of Honor[16]

## 外部連結
- 官方网站
- Stoya在互联网电影资料库（IMDb）上的資料（英文）
- Stoya在網際網路成人電影資料庫
- 成人電影資料庫上Stoya的资料（英文）
- "From Barbie Doll to Razordoll: The Sexual Shift in Porn" （页面存档备份，存于） by Lauren Mayberry, The Skinny, July 30, 2009.
- Stoya; Zoe Lacchei. .  與Pornpope的访谈. 17 February 2010  [2016-05-20].  Pornsaints. （原始内容存档于2015-12-08）.
- Podcast Interview at Adult DVD Talk （页面存档备份，存于）